# Ченас
Ченас (перс. چناس) — село в Ірані, у дегестані Кара-Кагріз, у бахші Кара-Кагріз, шагрестані Шазанд остану Марказі. За даними перепису 2006 року, його населення становило 352 особи, що проживали у складі 92 сімей.

## Клімат
Середня річна температура становить 10,32°C, середня максимальна – 28,62°C, а середня мінімальна – -11,29°C. Середня річна кількість опадів – 258 мм.
| Клімат поселення                              | Клімат поселення | Клімат поселення | Клімат поселення | Клімат поселення | Клімат поселення | Клімат поселення | Клімат поселення | Клімат поселення | Клімат поселення | Клімат поселення | Клімат поселення | Клімат поселення | Клімат поселення |
| Показник                                      | Січ.             | Лют.             | Бер.             | Квіт.            | Трав.            | Черв.            | Лип.             | Серп.            | Вер.             | Жовт.            | Лист.            | Груд.            |                  |
| Середній максимум, °C                         | 4,68             | 6,51             | 10,30            | 16,95            | 22,34            | 27,34            | 28,62            | 28,45            | 23,72            | 17,71            | 11,15            | 5,74             |                  |
| Середня температура, °C                       | −3,3             | −1,47            | 2,32             | 8,96             | 14,35            | 19,36            | 23,33            | 23,16            | 18,45            | 12,42            | 5,86             | 0,47             |                  |
| Середній мінімум, °C                          | −11,29           | −9,46            | −5,66            | 0,96             | 6,38             | 11,37            | 18,04            | 17,88            | 13,14            | 7,11             | 0,56             | −4,82            |                  |
| Норма опадів, мм                              | 39               | 38               | 48               | 34               | 27               | 4                | 1                | 1                | 0                | 7                | 24               | 35               |                  |
| Середньомісячна швидкість вітру, м/с          | 1.31             | 2.48             | 2.83             | 2.97             | 2.42             | 2.22             | 2.14             | 2.04             | 2.05             | 2.02             | 1.77             | 1.50             |                  |
| Середньомісячна сонячна радіація, кДж/м²·день | 9568             | 12594            | 15295            | 18506            | 22523            | 26971            | 25885            | 24332            | 21514            | 16028            | 11245            | 9215             |                  |
| --------------------------------------------- | ---------------- | ---------------- | ---------------- | ---------------- | ---------------- | ---------------- | ---------------- | ---------------- | ---------------- | ---------------- | ---------------- | ---------------- | ---------------- |
| Джерело:                                      |                  |                  |                  |                  |                  |                  |                  |                  |                  |                  |                  |                  |                  |